# Клифтон (Тексас)
Клифтон (енгл. Clifton) град је у америчкој савезној држави Тексас. По попису становништва из 2010. у њему је живело 3.442 становника.

## Демографија
Према попису становништва из 2010. у граду је живело 3.442 становника, што је 100 (2,8%) становника мање него 2000. године.
| Група             | 2000.         | 2010.         |
| Белци             | 2.728 (77,0%) | 2.339 (68,0%) |
| Афроамериканци    | 119 (3,4%)    | 115 (3,3%)    |
| Азијати           | 6 (0,2%)      | 24 (0,7%)     |
| Хиспаноамериканци | 667 (18,8%)   | 928 (27,0%)   |
| Укупно            | 3.542         | 3.442         |